# Olympus King
Olympus King is een historisch merk van motorfietsen.
Katayama heette het Japanse bedrijf dat van 1956 tot 1960 onder deze merknaam 123 cc tweetaktjes en 346 cc kopkleppers bouwde. Zoals de meeste Japanse merken in die tijd was er goed naar Engelse voorbeelden gekeken. Mogelijk is er verband met het Japanse merk Olimpus Crown.